# Al-'Ula
Al-'Ula (Arabisch: ٱلْعُلَا , al-ʿUlā) is een oase en stad in het noordwesten van Saoedi-Arabië, in de provincie Medina.  Het ligt  ongeveer 150 km ten zuidwesten van Tayma en 400 km ten noordwesten van Medina, aan de Wierookroute en de Mekkaroute. 

## Geschiedenis

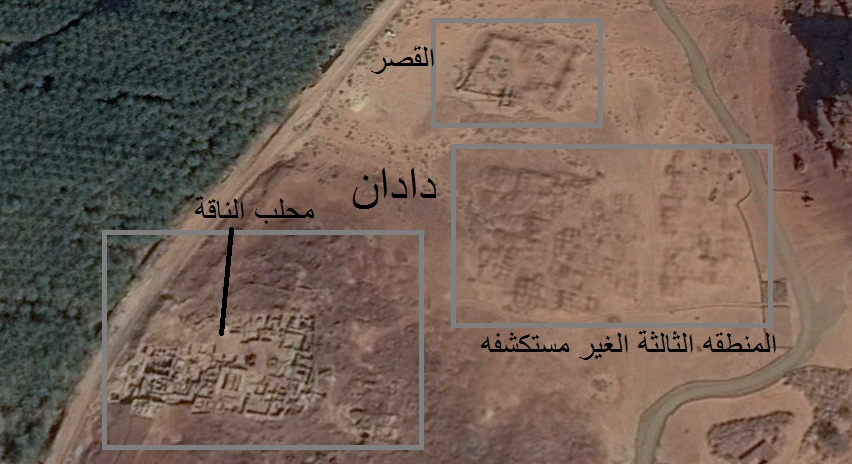
Ruïnes van Dadan

Al-ʿUla komt overeen met het bijbelse Dadan en was de hoofdstad van het Lihyan-rijk. Er zijn talloze inscripties uit de 6e tot de 4e eeuw voor Christus in de lokale taal, een van de vroege Noord-Arabische talen. Vanwege het belang voor de wierookhandel was de oase in ieder geval sinds de 2e eeuw voor Christus tot de vroege 1e eeuw voor Christus een belangrijk steunpunt van het zuidelijke Arabische koninkrijk Ma'in.

## Verkeer
De luchthaven Al-ʿUla ligt ten zuidoosten van de stad, deze biedt sedert de openstelling van het koninkrijk Saudi Arabië voor toerisme rechtstreekse vluchten met onder meer Parijs aan.

## Bezienswaardigheden
- Mada'in Salih, een Nabatees grafcomplex met meer dan 100 monumentale graven
- Treinstation en overblijfselen van de spoorwegfaciliteiten van de Hedjaz-spoorlijn
- Stadsmuseum met een overzicht van de geschiedenis van Saoedi-Arabië en de regio
- Leeuwengraven van Lihyan

- Gemeinsame Normdatei: 7521752-1
- Système universitaire de documentation: 096194073